# Josep Segrelles i Albert
Josep Segrelles Albert (Albaida, Vall d'Albaida, 18 de març de 1885 - 3 de març de 1969) fou un pintor i il·lustrador valencià.

## Biografia
Era el tercer fill d'una família de 12 germans, i oncle de l'historietista Vicente Segrelles. Des de ben menut va demostrar una gran afecció pel dibuix. Als nou anys va traslladar-se a València, acompanyat del seu germà major Vicent. Entre 1894 i 1903 continua els seus estudis, assistint a classes en l'Escola de Belles Arts de Sant Carles i com a alumne lliure a l'Escola d'Artesans. Isidoro Garnelo (Catedràtic de Belles Arts de Sant Carles) era un dels seus professors; en esta època, és important la trobada amb Joaquim Sorolla, qui arribarà a aconsellar-lo sobre l'ús del color. Quan, el 1903, mor el seu germà, torna a Albaida i fa excel·lents dibuixos al carbonet.
El 1905 es trasllada a Barcelona, on alternarà els seus estudis de Belles Arts, a l'Escola de la Llotja, amb el seu primer treball en la casa dels fotògrafs Napoleon, com il·luminador de positius. El 1908 entra com a dibuixant en l'Editorial Molino, alterna treballs per a il·lustracions i olis sobre llenç. El 1910 realitza la seua primera exposició a Barcelona. Prompte es troba il·lustrant un tractat de jiu-jitsu, esport que estava llavors de moda en l'ambient barceloní. Els seus treballs en les editorials Granada, Molina, Araluce, així com per a "Hojas Selectas" de l'Editorial Salvat i fulletons com "Montbars el Pirata" o "Els misteris de les Alcoves Reials", no seran sinó camins que el conduiran a importants èxits.
Després de les seues primeres exposicions a Barcelona, rep l'encàrrec de l'editorial Gallach-Calpe per a il·lustrar una gran edició de Don Quixot de la Manxa. També, com a encàrrec personal de Vicent Blasco Ibáñez, va il·lustrar quatre de les seues novel·les: Flor de Maig, La Catedral, El intruso i Los muertos mandan. També va col·laborar com a dibuixant a l'Esquella de la Torratxa.
"Les Floretes de Sant Francesc" seran el punt culminant d'esta etapa i obri per a ell les portes d'Europa i d'Amèrica. El 1925, a causa de l'èxit "Franciscà" en tot el continent, li demanen que pinte les escenes de la vida de Sant Josep de Calassanç, llibre que finalment apareix el 1998.

### Primers encàrrecs
Cal destacar, també, els seus treballs per a la Història d'Espanya. Eixe mateix any inicia una gran etapa cartellista. Se li encarrega el primer cartell de les Falles de València (1929), creant més d'un centenar de treballs, tan destacats com la col·lecció per a la CET (Companyia Espanyola de Turisme), Ford, Exposició Internacional de Barcelona, Cinzano, paper de fumar Gol, etc. i nombrosos cartells d'esdeveniments esportius, curses de cotxes, motos, avions, boxa, però sobretot futbol, ja que va ser cartellista oficial del FC Barcelona. Un dels més importants va ser el cartell de "Les Noces d'Argent del FC Barcelona".
El 1926, ja reconegut com a artista arreu de l'Estat Espanyol, comença a rebre classes d'anglès en vista d'una possible marxa a Anglaterra. Aquell mateix any faria una exposició a Londres, obtenint més despeses que ingressos, i el 8 de setembre de 1926 el corresponsal a París de les revistes angleses The Illustrated London News i The Sketch contacta amb ell per a reproduir les seues obres a les publicacions. A finals d'aquell mateix any ja publicaria a The Sketch, i a més, des de publicacions escandinaves s'interessaven per la seua obra. Publicaria a The Illustrated London News en l'especial de nadal de 1927, dedicat a Beethoven. Seria un fix dels números nadalencs de la publicació fins a 1934. En octubre de 1927 es posa en contacte amb editorials dels Estats Units d'Amèrica, i en abril de 1928 un marxant estatunidenc se li ofereix per a exercir d'agent i representant legal als EUA. El 2 d'octubre de 1929 marxa a Nova York, on s'assentaria.
El 1929 obté la Medalla d'Or en l'Exposició Internacional de Barcelona i diverses poblacions valencianes, encapçalades per Albaida, retolen els carrers amb el seu nom. Alguns d'estos esdeveniments se succeïxen estant ell als Estats Units d'Amèrica. A Nova York, on va arribar l'octubre del 1929, va instal·lar-se a l'Upper West Side. La influència del seu agent, així com la relativa puixança del sector de la premsa escrita arran de la Gran Depressió van fer que dirigira la seua obra a la publicació en mitjans de comunicació. El primer encàrrec que rebria als Estats Units va consistir en una comanda de dos dibuixos mensuals, 12 originals a color i 12 en blanc i negre per a la revista Redbook, per una quantitat de 10.000 dòlars. La revista American pagaria a Segrelles entre 200 i 500 dòlars pels drets de reproducció de les seues obres i Liberty, uns 400. A partir d'aquell moment comença a introduir-se en els ambients socials de la ciutat, de la mà de Claire Svecenski. En desembre del 1929, Segrelles tornaria a Barcelona, arribada que seria motiu d'atenció per part de la premsa. En quatre anys faria huit vegades el trajecte entre Europa i Nova York, treballant també per a la premsa espanyola amb il·lustracions basades en els Estats Units d'Amèrica i treballant en les il·lustracions de Les mil i una nits per a Salvat.
Als Estats Units faria col·laboracions per a The Cosmopolitan, The American Weekly, Reed House, American Magazine, Liberty, Redbook, etc. El 1930 organitzaria la seua primera exposició a Nova York, i a més, començaria a col·laborar amb The Cosmopolitan, en règim d'exclusivitat. En aquell moment la publicació era una de les de més renom al món, per la qual cosa el contracte suposà una de les fites de la seua carrera, compartint planes amb il·lustradors com James Montgomery Flagg. A partir de 1930 coneix a Joanne Cummings, Miss Cummings, que seria la model del pintor.
The American Weekly, el 18 d'octubre del 1931, publicà en primera plana: "A painter Interprets Beethoven; Music Translated into Pictures", reproduint tres originals sobre la música de Beethoven. El 1931 va realitzar una magistral exposició en l'International Art Center Roerich Museum de Nova York. La premsa dels Estats units batejarà a la paleta de colors fosca del pintor valencià com a Blue Segrelles, fent un paral·lelisme amb el Blue Parrish de Maxfield Parrish.
A partir de 1932, Segrelles comença a manifestar en la correspondència privada la seua incomoditat amb la indústria editorial i l'estil de vida dels Estats Units d'Amèrica. En gener de 1932 fa la seua darrera col·laboració amb The Cosmopolitan, tot i tindre contracte fins a novembre del 33, i en març del 32 abandona definitivament Nova York en una eixida accelerada i improvisada.
L'editorial Salvat dona a conéixer el 1932 el llibre Les mil i una nits, amb impressionants il·lustracions. L'èxit aconseguit és tal que, esgotada tota l'edició, es comença a pensar en una segona part, amb més il·lustracions per a nous contes.

### Tornada a Europa

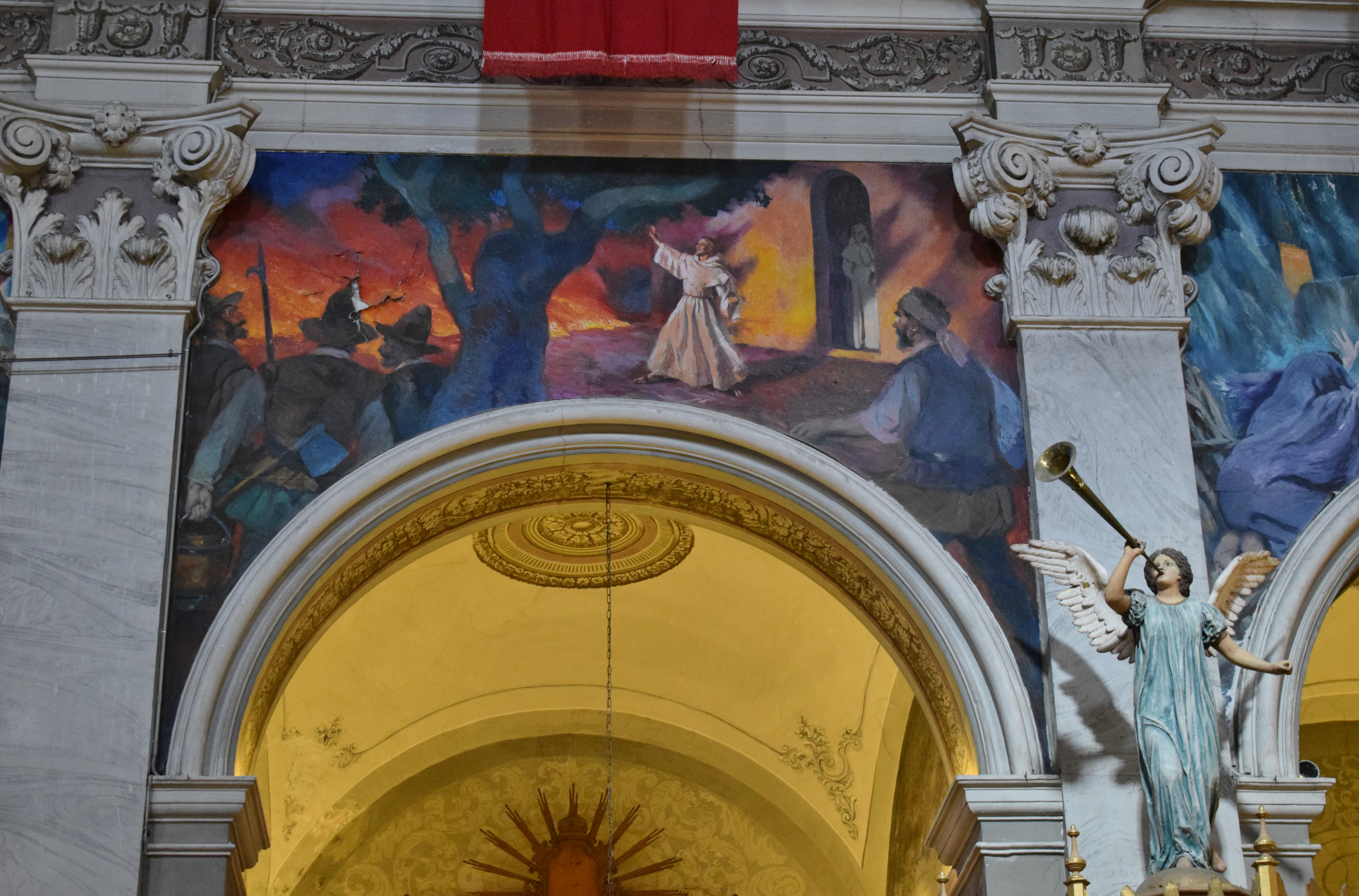
Pintura de Josep Segrelles a l'Església de l'Assumpció d'Albaida.

Renaix la seua popularitat a Espanya. Viatja a Itàlia, el bressol de l'art. Des dels Estats Units el continuen reclamant. El 1936 esclata la Guerra civil espanyola, però Segrelles continua pintant a Albaida. El 1940 decidirà viure definitivament a Albaida, on contrau matrimoni amb la jove Roseta Tormo, que pocs mesos després moriria, tot just amb 24 anys.
Ja a Nova York havia començat a dissenyar com seria la seua futura Casa-Museu en el seu poble. I després de la dolorosa pèrdua de la seua muller i de nombroses dificultats econòmiques, el 1943 acaben les obres d'eixe museu, amb delicioses sales que alberguen grans obres pictòriques, que ell mateix seleccionarà per arreplegar una vertadera exposició antològica de totes les seues èpoques i estils. A l'abril del mateix any inaugura una biblioteca dins de la seua mateixa Casa-Museu.
No ha deixat de treballar, i els retaules per a l'Església de Santa Maria, a Ontinyent, i per a l'Altar Major de l'església d'Albaida, constituïxen un enorme èxit, i per això rep molts encàrrecs de temes religiosos que li ocuparen la dècada del 1950 i la del 1960, fins a la seua mort. Són moltes les poblacions que, per als seus temples, sol·liciten l'art de Segrelles, cam ara Gandia, Carcaixent, Alcoi, Algemesí, Portacoeli, Mondoñedo, El Vaticà, etc.
El 1956 apareix la segona edició de Les mil i una Nits, amb més contes i noves il·lustracions. L'edició s'esgota molt prompte i Salvat li encarrega nous treballs per a una tercera part, en la que es publicarien els contes més famosos. Però, a pesar de l'esforç de l'artista, que aconseguix obres d'una enorme importància i qualitat, este llibre no va arribar a imprimir-se.
Segrelles amava l'espai. Una estrela, una posta de sol o un dia radiant davall la llum mediterrània, eren per a ell, amb emoció, prou motiu d'admiració. No és estrany, per tant, que sentira la necessitat de "viatjar" per eixe espai i plasmar, amb els seus pinzells, tants temes "siderals". Esta sensació sorgix a principi dels anys 50, encara que la portava latent des de molt jove.

### Nous registres
A partir de llavors, paral·lelament als temes religiosos, les seues incursions en el món de l'astronomia són més freqüents, fins a arribar al 1959, quan podem considerar-lo totalment submergit en eixa temàtica. Crea tota una sèrie de temes a l'oli i en aquarel·la sobre paisatges lunars, nebuloses, visions del sol i d'altres planetes, i de la mateixa manera, també s'endinsa en l'interior del cos humà, per a delectar-nos amb aquarel·les sobre el cor, el pulmó, la sang o la llengua. Treballs finals d'aquella gran etapa com a il·lustrador, als quals afegirem alguns pergamins i títols, portades per a diverses publicacions o el magnífic cartell per a la "Volta Ciclista a Catalunya, 1958".

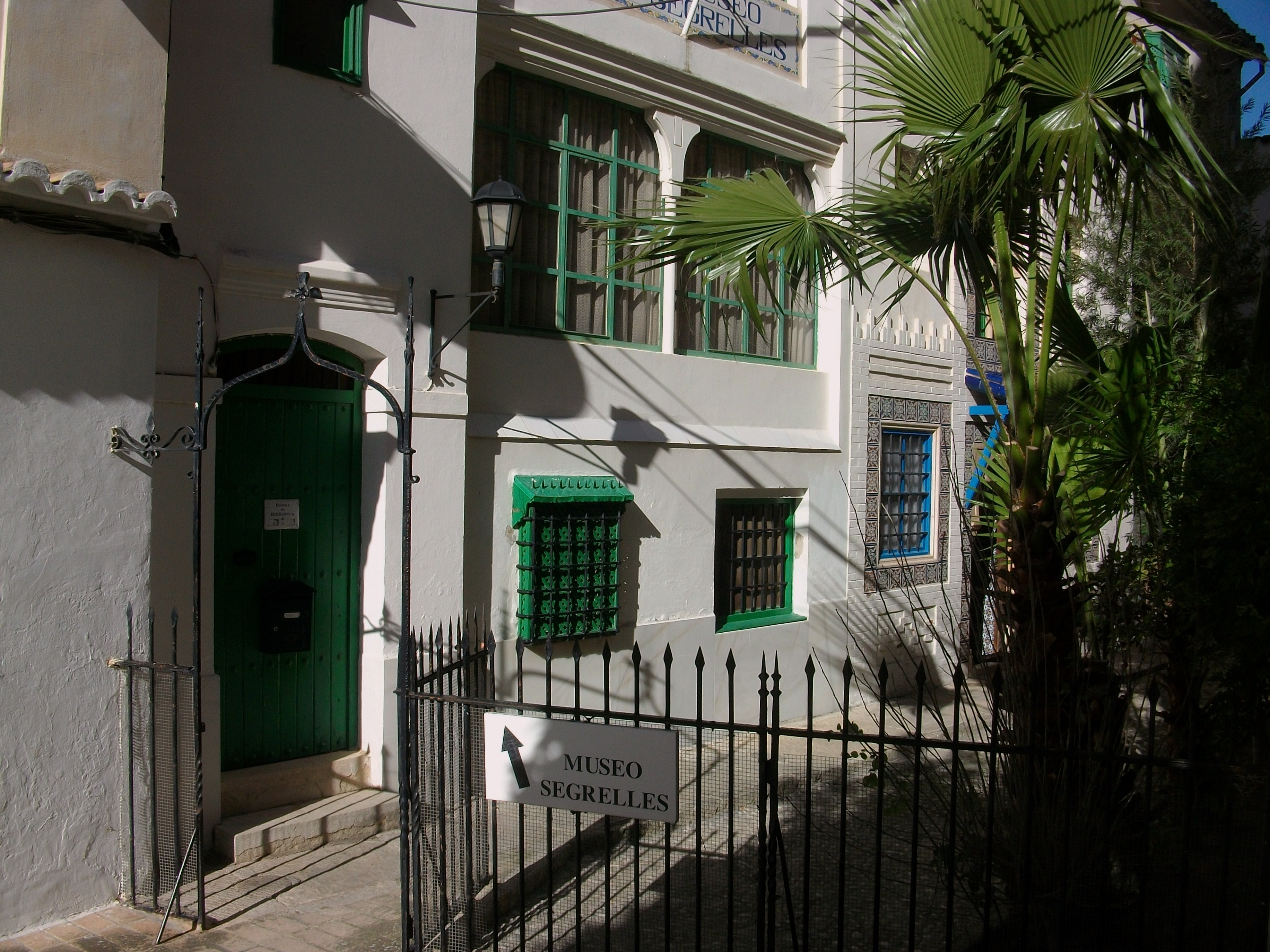
Casa-museu a Albaida.

El 1961, fins i tot tement de no complir per la seua avançada edat, es compromet a pintar 14 llenços ("Llunetes") per a l'Arxiprestal d'Albaida. De dimensions tan grans que són vertaders "monstres" que gairebé no caben en el seu estudi. Estos olis recreen miracles de sants valencians i fets històrics íntimament lligats a la ciutat d'Albaida. Per fi són acabats el 1967, preparant-se per a començar un altre oli de proporcions considerables: "Pentecostés", que seria la seua darrera obra i la fi d'eixa etapa religiosa.
Dos anys abans, el 1965, li arriben mostres d'admiració i reconeixement per camins diferents. Al febrer, és cridat per Televisió Espanyola per al programa-homenatge: Ésta es su vida, i tot Espanya té l'ocasió de conéixer-lo a través de l'emissió. D'altra banda, a l'octubre, Albaida –la seua ciutat natal- li concedix la Medalla d'Or, anomenant-lo Fill Predilecte.
El 1967, Espasa-Calpe llança al mercat la superba edició de Don Quixot de la Manxa. Els originals –extraviats més de 30 anys abans- apareixen, i l'editorial, afortunadament, decidix la publicació. La presentació del llibre va suposar un esdeveniment artístic nacional i l'exhibició per primera vegada de les obres, tant a Madrid, Barcelona i València. Són més d'un centenar d'il·lustracions que recreen la major obra de la literatura universal. Segrelles interpreta Cervantes i la fusió és tan perfecta que els mitjans d'informació, unànimement, el proclamen com el millor il·lustrador universal del seu temps, quelcom que ja havia descobert tant la premsa anglesa com a nord-americana dels anys 30.
Segrelles seguia amb interés la cursa espacial cap a la Lluna que mantenien els Estats Units i l'URSS, i ja el 1968, quan els Estats Units anunciaven que hi enviarien l'home, ell anhelava poder viure eixe moment. Però en la vesprada del 3 de març del 1969, quatre mesos abans d'aquell esdeveniment i després d'haver vist enlairar-se per televisió l'últim Apol·lo, incorporant-se a dibuixar, va morir. Li faltaven 15 dies per a complir 84 anys. Ell, pel seu compte, començava el viatge. Arrere quedaven tots els anys d'esforç, de dedicació a l'art. També quedaven tallades eixes ànsies de viure encara més per a continuar pintant, que era el que a Segrelles li agradava i volia fer.
Es calculen més de 5000 obres originals del pintor, amb nombrosos quadres en diverses esglésies, museus i altres llocs. Destaquen els 19 quadres del retaule de l'altar major de l'Església de Santa Maria d'Ontinyent, diverses obres en el monestir de Sancti Spiritu de Gilet, Énguera, Algemesí (on va completar el 1954 el retaule de l'altar major de l'església que havia estat iniciat per Francesc Ribalta el 1603), Carcaixent, Albaida (on la seua casa es va convertir en el Museu Segrelles, amb unes 200 obres, de totes les seues etapes) i al Museu del FC Barcelona.